# 中國煤礦文工團

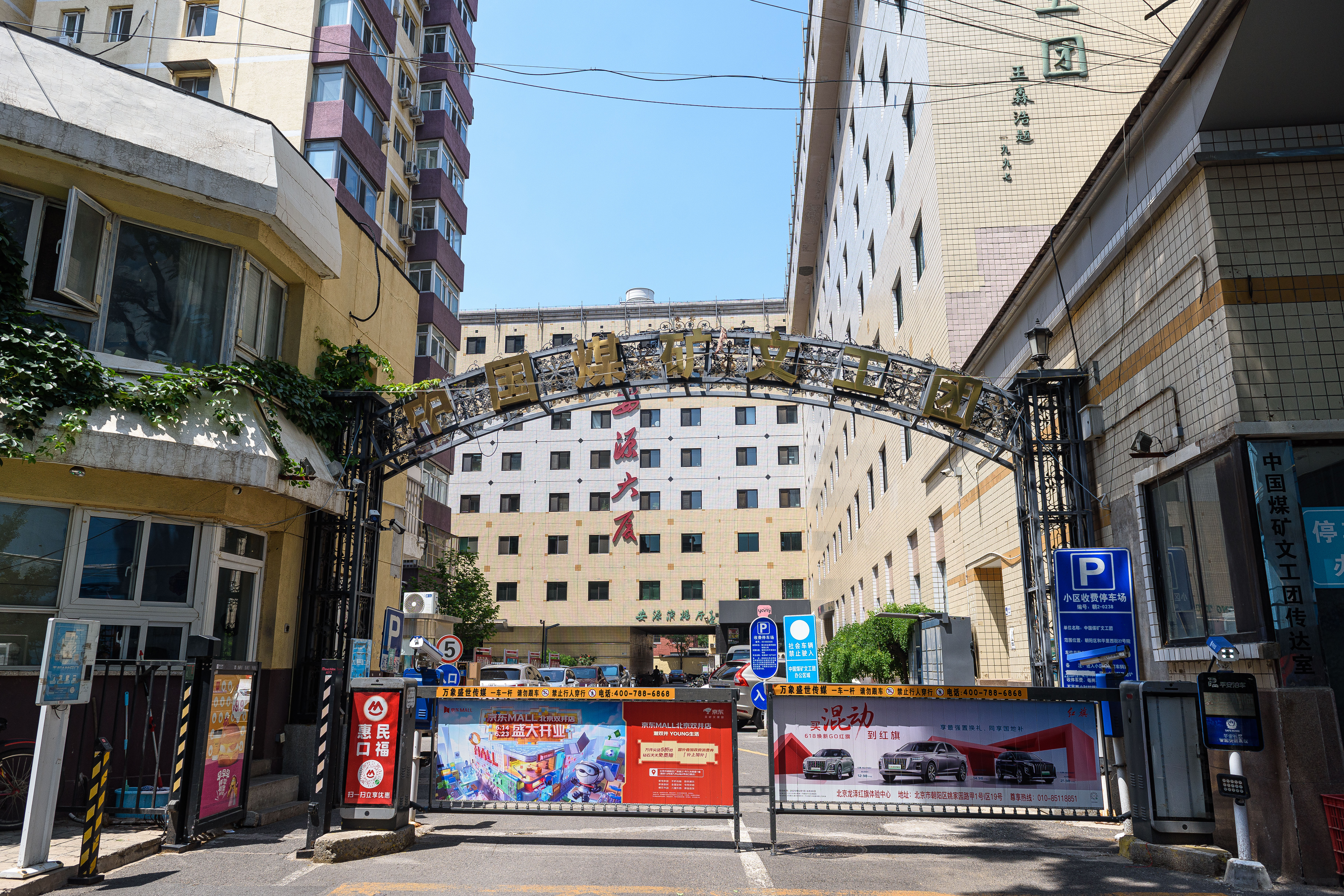
中国煤矿文工团总部（安源大厦）

中國煤礦文工團是中華人民共和國一家文藝演出團體，前身是1947年10月在中國東北解放区雞西礦區成立的東北工人學校文工團。1948年遷往瀋陽，改名為東北工業部工人文工團。1949年改名為東北煤礦文工團。1954年遷至北京，與華北煤礦文工團合併，更名為中國煤礦文工團。此后曾先后隶属煤炭工业部（1970年至1975年为燃料化学工业部）、国家安全生产监督管理总局。2005年，加挂了中国安全生产艺术团的牌子，属一个机构两块牌子。2018年9月，中国煤矿文工团转隶中華人民共和國文化和旅游部，成为文旅部直属文艺院团。

## 外部連結
- 官方网站